# Julud Daibes
Julud Jalil Daibes (en árabe: خلود دعيبس‎) (16 de abril de 1965), también transliterado como Khouloud Khalil Daibes o Khouloud D'eibes, es una arquitecta, política y diplomática palestina, actual representante de la Organización para la Liberación de Palestina (OLP) en la República Federal de Alemania, con rango de embajadora, desde julio de 2013.

## Biografía

### Primeros años y estudios
Daibes nació en el suburbio de Beit Jala en Belén, Cisjordania, en una familia católica y se crio en Jerusalén. En la década de 1980 estudió arquitectura en la Universidad de Hannover, Alemania, gracias a una beca del Servicio Alemán de Intercambio Académico. Allí recibió su doctorado en conservación de monumentos tratando tu tesis sobre la conservación del patrimonio arquitectónico histórico y cultural de Palestina.

### Carrera
En 1995 regresó a Palestina, desempeñándose como Directora del Centro para la Conservación del Patrimonio Cultural y Planificación Urbana en Belén en colaboración con el Programa de las Naciones Unidas para el Desarrollo, con el objetivo de mejorar la infraestructura turística de la ciudad. También fue profesora en el Programa de Maestrías de Turismo de la Universidad de Belén. Durante 15 años estuvo involucrada con muchas organizaciones palestinas e internacionales que se encargan del patrimonio cultural y del turismo en los Territorios Palestinos.
Se desempeñó como ministra de Turismo y Arqueología en el gobierno de unidad nacional palestina de marzo de 2007 y los sucesivos gobiernos de emergencia de la Autoridad Nacional Palestina hasta 2012 y, desde 2007 hasta 2009, también como ministra de Asuntos de la Mujer.
Durante su gestión en el Ministerio de Turismo y Arqueología, el 31 de octubre de 2011, la Asamblea General de la Unesco admitió en su seno a Palestina como Estado miembro. 107 de los 194 Estados miembros de la organización de la ONU votaron a favor, 14 en contra y 52 se abstuvieron.
En julio de 2013, Mahmud Abás la designó representante palestina en Berlín, Alemania.

### Vida personal
En cuanto a su vida personal, está casada y tiene tres hijos.